# Storia della Guinea

## Epoca precoloniale
Prima dell'arrivo degli Europei, l'Africa Occidentale conobbe un lungo periodo caratterizzato dal succedersi di grandi imperi, molti dei quali estesero la loro influenza al territorio che corrisponde all'odierna Guinea. Fra questi si possono citare l'Impero Ghana, l'impero Sosso (XII-XIII secolo), e l'Impero Mali. Si ritiene che questi regni e imperi fossero di etnie di origine bantu, sebbene molti di essi appartenessero di fatto al mondo arabo, spesso intrattenendo rapporti espliciti di vassallaggio con regni arabi del Nordafrica. Per esempio Mansa Musa, imperatore di Mali, fece nel 1325 circa un famoso viaggio di pellegrinaggio (hajj) alla Mecca.
Uno degli ultimi imperi dell'Africa Occidentale fu l'Impero Songhai, che prosperò fino a circa metà del XVI secolo, per poi cadere di fronte a un esercito di invasione proveniente dal Marocco (battaglia di Tondibi, 1585). Dal crollo dell'impero Songhai nacquero numerosi piccoli stati, tra cui il Regno di Fouta Djallon, nella Guinea centrale, fondato da musulmani di etnia Fulani. Questo regno sopravvisse come stato indipendente dal 1735 fino al 1898 rafforzandosi notevolmente alla fine XVIII secolo con la vendita di schiavi agli Europei in cambio di armi da fuoco nel contesto della tratta atlantica.

## Colonizzazione francese
Dopo l'abolizione della tratta degli schiavi e lo sviluppo del commercio legittimo, crebbe l'interesse europeo per la regione e nella seconda metà del XIX secolo i Francesi diedero inizio alla conquista militare del territorio. Nel 1898 i Francesi vinsero la battaglia decisiva contro Samory Turé, imperatore dello stato di Wassoulou, assicurandosi il controllo dell'intera regione.
I confini attuali della Guinea sono frutto di un lungo processo di negoziazione fra la Francia, il Regno Unito (che controllava la Sierra Leone), il Portogallo (che possedeva la Guinea-Bissau) e la Liberia. Durante l'occupazione francese, la Guinea era uno dei territori costituendi l'Africa Occidentale Francese, amministrata da un governatore insediato a Dakar.

## L'indipendenza e il regime di Touré
Nel 1958, con il crollo della Quarta Repubblica francese, le colonie francesi ebbero l'opportunità di scegliere fra una posizione di autonomia nel contesto della Comunità francese o l'indipendenza immediata. A differenza della maggior parte delle altre colonie, la Guinea votò in modo netto per l'indipendenza. Questa decisione fu influenzata dal forte consenso popolare riscosso da Ahmed Sékou Touré, indipendentista e leader del Partito Democratico della Guinea (PDG), che aveva conquistato 56 seggi su 60 nelle elezioni territoriali del 1957. Il 2 ottobre 1958 la Guinea si autoproclamò repubblica indipendente e sovrana, e Touré ricevette l'incarico come primo presidente.
Il rimpatrio dei molti francesi presenti in Guinea sottrasse al paese molti capitali e gran parte della funzionalità delle sue infrastrutture. Il governo di Touré adottò una linea politica socialista, allineandosi prima all'Unione Sovietica e poi alla Cina. Ciononostante, la Guinea continuò a ricevere aiuti e investimenti da diversi paesi occidentali, quali gli Stati Uniti e ovviamente la Francia.
Come in molti altri stati africani nel periodo postcoloniale, la Guinea divenne rapidamente una dittatura con un solo partito politico legale, un'economia chiusa, e un regime autoritario e oppressivo. Gli oppositori politici furono internati nel campo di concentramento di Camp Boiro. Touré, che inizialmente aveva mostrato di voler perseguire il dialogo fra le diverse etnie del paese, iniziò ad accentrare le posizioni di potere nelle mani di rappresentanti della sua etnia (Malinké). Complessivamente, il governo di Touré ebbe l'effetto di condurre l'economia della Guinea al collasso e di isolare il paese persino rispetto ai vicini stati africani socialisti.

## Amministrazione Conté
Touré morì il 26 marzo 1984 durante un intervento al cuore in una clinica degli Stati Uniti. Fu sostituito dal Primo ministro Louis Lansana Beavogui, che rimase in carica solo pochi giorni; il 3 aprile 1984, infatti, una giunta militare guidata da Lansana Conté e Diarra Traoré prese il potere con un colpo di Stato incruento.
Conté divenne presidente, e dichiarò immediatamente di voler riparare i danni fatti dal precedente governo. Furono liberati oltre 250 prigionieri politici e circa 200.000 persone rientrarono dall'esilio.
Nel 1992 Conté annunciò la fine del regime militare e indisse una elezione presidenziale (nel 1993) e parlamentare (nel 1995), vincendole entrambe col suo Partito di Unità e Progresso.
Nel settembre del 2001 uno degli oppositori di Conté, Alpha Condé, fu imprigionato e poi esiliato con l'accusa di aver agito contro la sicurezza del paese. Nello stesso anno Conté vinse un referendum con il quale si prolungava la durata della carica presidenziale, e nel 2003 vinse nuovamente le elezioni (boicottate dall'opposizione).